# Філліпс (округ, Арканзас)
Шаблон:StateAbbr_ 34°23′25″ пн. ш. 90°52′11″ зх. д. / 34.390277777778° пн. ш. 90.869722222222° зх. д.
Округ Філліпс (англ. Phillips County) — округ (графство) у штаті Арканзас. Ідентифікатор округу 05107.

## Демографія
За даними перепису 
2000 року 
загальне населення округу становило 26445 осіб, зокрема міського населення було 13980, а сільського — 12465.
Серед мешканців округу чоловіків було 12129, а жінок — 14316. В окрузі було 9711 домогосподарств, 6767 родин, які мешкали в 10859 будинках.
Середній розмір родини становив 3,29.
Віковий розподіл населення поданий у таблиці:
| Стать    | До 15 років | 15-21 | 22-29 | 30-39 | 40-49 | 50-65 | 65-85 | Понад 85 |
| -------- | ----------- | ----- | ----- | ----- | ----- | ----- | ----- | -------- |
| Чоловіки | 3516        | 1518  | 1003  | 1295  | 1534  | 1843  | 1282  | 138      |
| Жінки    | 3488        | 1569  | 1306  | 1694  | 1842  | 2151  | 1926  | 340      |

## Суміжні округи
- Лі — північ
- Туніка, Міссісіпі — північний схід
- Коагома, Міссісіпі — схід
- Болівар, Міссісіпі — південний схід
- Діша — південь
- Арканзас — південний захід
- Монро — північний захід

## Виноски
1. ↑  U.S. Decennial Census. United States Census Bureau. Процитовано 27 серпня 2015.
2. ↑  Historical Census Browser. University of Virginia Library. Архів оригіналу за 11 серпня 2012. Процитовано 27 серпня 2015.
3. ↑  Forstall, Richard L., ред. (27 березня 1995). Population of Counties by Decennial Census: 1900 to 1990. United States Census Bureau. Процитовано 27 серпня 2015.
4. ↑  Census 2000 PHC-T-4. Ranking Tables for Counties: 1990 and 2000 (PDF). United States Census Bureau. 2 квітня 2001. Процитовано 27 серпня 2015.
5. ↑  State & County QuickFacts. United States Census Bureau. Архів оригіналу за 7 червня 2011. Процитовано 19 травня 2014. [Архівовано 2011-06-07 у Wayback Machine.](англ.) Наведено за англійською вікіпедією.
6. ↑  American FactFinder. Бюро перепису населення США. Архів оригіналу за 26 лютого 2012. Процитовано 31 січня 2008. [Архівовано 2008-05-21 у Wayback Machine.]

| США | Це незавершена стаття з географії США. Ви можете допомогти проєкту, виправивши або дописавши її. |